# Campeonato Peruano de Fútbol de 1963
El Campeonato Profesional de la Primera División del Perú de 1963, se jugó con 10 equipos. El campeón de la edición número 47 fue Alianza Lima, que clasificó a la Copa Libertadores 1964, mientras que el Mariscal Sucre descendió a la Segunda División del Perú al quedar en el último puesto.

## Sistema de competición
Todos los equipos se enfrentaron entre sí bajo el sistema de todos contra todos en partidos de ida y vuelta. El equipo que obtuviese más puntos al final de la temporada, se consagraría campeón automáticamente. El equipo que obtuviese menos puntos, descendería a la Segunda División del Perú.
Se otorgaron 2 puntos por partido ganado, 1 punto por partido empatado, y ningún punto por partido perdido.

## Ascensos y descensos
| Posición | Ascendido de Segunda División 1962 |
| -------- | ---------------------------------- |
| 1º       | Mariscal Sucre                     |

| Posición | Descendido de Primera División 1962 |
| -------- | ----------------------------------- |
| 10º      | Atlético Chalaco                    |

## Equipos participantes
| Club                      | Ciudad | Entrenador          |
| ------------------------- | ------ | ------------------- |
| Alianza Lima              | Lima   | Jaime de Almeyda    |
| Centro Iqueño             | Lima   | Víctor Ramos        |
| Ciclista Lima             | Lima   | Roberto Aballay     |
| Defensor Lima             | Lima   | Marcos Calderón     |
| Deportivo Municipal       | Lima   | Juan Valdivieso     |
| KDT Nacional              | Callao | José Chiarella      |
| Mariscal Sucre            | Lima   | Alfonso Huapaya     |
| Sport Boys                | Callao | José Gomes Nogueira |
| Sporting Cristal          | Lima   | Didí                |
| Universitario de Deportes | Lima   | Miguel Ortega       |

## Tabla de posiciones
| P  | Equipo              | PJ | PG | PE | PP | GF | GC | DG  | Ptos. |
| -- | ------------------- | -- | -- | -- | -- | -- | -- | --- | ----- |
| 1  | Alianza Lima        | 18 | 11 | 6  | 1  | 49 | 15 | +34 | 28    |
| 2  | Sporting Cristal    | 18 | 11 | 3  | 4  | 34 | 19 | +15 | 25    |
| 3  | Universitario       | 18 | 9  | 5  | 4  | 38 | 20 | +18 | 23    |
| 4  | Sport Boys          | 18 | 7  | 6  | 5  | 30 | 19 | +11 | 20    |
| 5  | Centro Iqueño       | 18 | 7  | 4  | 7  | 25 | 27 | -2  | 18    |
| 6  | Defensor Lima       | 18 | 7  | 2  | 9  | 15 | 37 | -22 | 16    |
| 7  | KDT Nacional        | 18 | 6  | 2  | 10 | 14 | 27 | -13 | 14    |
| 8  | Ciclista Lima       | 18 | 5  | 3  | 10 | 16 | 27 | -11 | 13    |
| 9  | Deportivo Municipal | 18 | 4  | 4  | 10 | 20 | 30 | -10 | 12    |
| 10 | Mariscal Sucre      | 18 | 5  | 1  | 12 | 21 | 41 | -20 | 11    |

PJ = Partidos jugados; PG = Partidos ganados; PE = Partidos empatados; PP = Partidos perdidos; GF = Goles a favor ; GC = Goles en contra; DG = Diferencia de goles; Pts = Puntos
|  | Campeón de la Temporada 1963 Clasificado a la Copa Libertadores 1964 |
|  | Descendido a Segunda División 1964                                   |

|                          |
| Bicampeón Nacional       |
| Alianza Lima 13.° título |

## Goleadores
| Jugador            | Equipo                    | Goles |
| ------------------ | ------------------------- | ----- |
| Pedro Pablo León   | Alianza Lima              | 16    |
| Jorge Vásquez      | Sporting Cristal          | 14    |
| Alejandro Guzmán   | Universitario de Deportes | 13    |
| Víctor Calatayud   | Mariscal Sucre            | 12    |
| Alejandro Zevallos | Centro Iqueño             | 11    |
| Víctor Zegarra     | Alianza Lima              | 11    |
| Alberto Gallardo   | Sporting Cristal          | 10    |
| Alonso Urdániga    | Ciclista Lima             | 10    |